# Mongar
Mongar è un centro abitato del Bhutan, situato nel distretto di Mongar.